# Walter Ehrenreich Tröger
Walter Ehrenreich Tröger (* 18. Januar 1901 in Dresden-Neustadt; † 13. Januar 1963 in Freiburg im Breisgau) war ein deutscher Mineraloge, Geologe und Petrograph.

## Leben
Walter Ehrenreich Tröger war der Sohn von Oswald Emil Tröger, besuchte die Dreikönigschule in Dresden und studierte zunächst auch in Dresden, ab 1921 an der Bergakademie Freiberg. Im Jahr 1925 schloss er sein Studium als Diplomingenieur der Fachrichtung Bergbau ab und arbeitete anschließend als Assistent bei seinem Professor Eberhard Rimann. Er promovierte im Jahr 1928 an der Technischen Hochschule Dresden und habilitierte sich zwei Jahre später mit einer Arbeit über die Sippenbildung magmatischer Gesteine. Er blieb als Privatdozent für Mineralogie und Petrographie an der TH Dresden.
Er veröffentlichte in den 1930er Jahren Arbeiten zur Klassifikation von magmatischen Gesteinen und forschte auf dem Gebiet der Sediment-Petrographie und der mikroskopischen Bestimmung gesteinsbildender Minerale. Im November 1933 unterzeichnete er das Bekenntnis der deutschen Professoren zu Adolf Hitler. Er war seit 1937 außerordentlicher Professor für Mineralogie und Geologie an der TH Dresden, diese Tätigkeit wurde allerdings durch seinen Wehrdienst als Wehrgeologe im Jahre 1939 unterbrochen, der erst im Jahre 1944 endete. In diesem Jahr wurde kommissarischer Leiter des Mineralogischen Institutes, verlor beim Luftangriff auf Dresden vom 13. Februar 1945 sein Elternhaus und wurde bei Kriegsende wegen Mitgliedschaft in der NSDAP aus seiner akademischen Position entlassen.
Nach dem Krieg war Tröger in Isareck in Bayern landwirtschaftlicher Arbeiter. 1947 ging er nach Clausthal-Zellerfeld und arbeitete im dorthin verlegten Gmelin-Institut für Anorganische Chemie der Max-Planck-Gesellschaft, um 1948 zunächst als Assistent an die Bergakademie Clausthal zu wechseln. Dort habilitierte er sich um und engagierte sich 1949 bis 1952 als außerplanmäßiger Professor und Oberingenieur in der Lehre der Petrographie und Durchlichtmikroskopie. 1952 folgte er Alfred Neuhaus auf dem Lehrstuhl für Mineralogie der Technischen Universität Darmstadt. 1956 wurde er als Nachfolger von Hans Schneiderhöhn als Professor für Mineralogie, Kristallographie und Petrographie an die Albert-Ludwigs-Universität Freiburg berufen.
Tröger ist als Verfasser des zweibändigen Standardwerks Optische Bestimmung der gesteinsbildenden Minerale bekannt, das mehrfach überarbeitet und neu aufgelegt wurde. In der Antarktis ist der Trögergletscher nach ihm benannt.

## Schriften
- Tabellen zur optischen Bestimmung der gesteinsbildenden Minerale (später: Optische Bestimmung der gesteinsbildenden Minerale). Band I: Bestimmungstabellen. Schweizerbart, 1952.
- Optische Bestimmung der gesteinsbildenden Minerale. Band II: Textband. Schweizerbart, 1967.
- Spezielle Petrographie der Eruptivgesteine. Ein Nomenklatur – Kompendium mit 1. Nachtrag. Eruptivgesteinsnamen. Verlag der Deutschen Mineralogischen Gesellschaft eV., Berlin 1935, ISBN 978-3-510-99099-3.
- Der Basaltbrockentuff an der Hohwiese (Sächsische Schweiz) und seine „Edelstein“-Seife im Seifengründel. In: Freiberger Forschungshefte. Band 152. VEB Deutscher Verlag für Grundstoffindustrie, Leipzig 1963.